# Union Club Saint-Etienne Bertrix

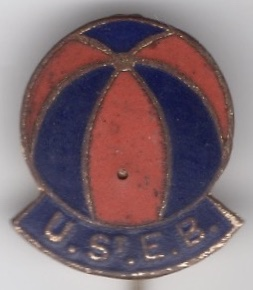
Oud speldje UC Saint-Etienne Bertrix

UC Saint-Etienne Bertrix was een voetbalclub uit Bertrix in de Belgische provincie Luxemburg. De club werd opgericht in 1942 en sloot in februari 1942 aan bij de KBVB met stamnummer 3422.
In 1945 fuseerde de club met FC Bertrix (stamnummer 2264) en vormde zo de nieuwe club Royale Entente Bertrigeoise

## Geschiedenis
UC Saint-Etienne Betrix sloot in februari 1942 aan bij de KBVB. De club koos voor dezelfde naam als de kerk in het dorp.
In het seizoen 1942-1943 nam UC Saint-Etienne deel aan het kampioenschap van de Debutanten (reeks D) van de provincie Luxemburg. De reeks bestond uit slechts 7 clubs die elk 12 wedstrijden betwistten. Men eindigde als laatste met twee overwinningen en 1 gelijkspel.
In juli 1945 fuseerde de club met de oudere dorpsgenoot FC Betrix en samen vormde men Entente Bertrigeoise onder een nieuw stamnummer, zoals in die tijd bij fusies gebeurde.